# 尾崎優日
尾崎 優日（おざき ゆうが、2003年2月18日 -)は、日本のプロボクサー。大成ボクシングジム所属。現WBOアジアパシフィックライトフライ級王者。大阪府豊中市出身。

## 人物
小学1年生からボクシングを始めた。U-15大会で優勝経験がある。
興國高校卒業後、法政大学に入学(後にプロ入りのため中退)。なお興國高校時代、アジア･ジュニア選手権で銀メダルを獲得したことがある。

## 来歴
2022年9月3日のプロデビュー戦は1回TKO勝ち。
その後2023年4月16日にエディオンアリーナ大阪第二競技場にて行われた「南栄商事株式会社Presents三田から世界へ21」でバオラブット・サラブタンとWBCユース・世界ライトフライ級王座決定戦を行い、2回2分12秒TKO勝ちで世界ユース王座獲得。
2024年4月14日、エディオンアリーナ大阪第二競技場にて行われた「南栄商事株式会社・株式会社ソニックブームPresents三田から世界へ24×最強マッチ3」のメインイベントでキティデッチ・ヒルンサクとWBC世界ライトフライ級ユース王座の初防衛戦に臨み、7回2分51秒TKO勝ちを収めユース王座の初防衛に成功した。当初はセミファイナルで試合を行う予定だったが、メインイベントでジャッカパン・セーントーンと対戦予定だった加納陸がアンソニー・オラスクアガとのWBO世界フライ級王座決定戦の出場が内定したため加納の試合が中止、メインイベントとして繰り上げられることとなった。
2024年12月14日、エディオンアリーナ大阪第二競技場で前王者ジェイソン・バイソンの王座返上に伴い空位となったWBOアジアパシフィックライトフライ級王座決定戦及びWBC世界ライトフライ級ユース王座防衛戦でアーチェル・ビラモアと対戦し、9回2分8秒TKO勝ちでWBOアジアパシフィック王座獲得及びユース王座2度目の防衛に成功した。当初は日本同級1位の高見亨介と日本同級挑戦者決定戦で対戦する予定だったが、尾崎がビラモアとの対戦を優先したため白紙となり、また試合についてもWBOアジアパシフィック同級王座決定戦のみ行われる予定だったが、2024年11月27日付で尾崎が保持するWBC世界ユース王座をも賭けた2冠タイトルマッチに昇格した。

## 戦績
- アマチュア - 40戦32勝8敗
- プロ - 8戦 7勝（6KO） 無敗 1分

| 戦           | 日付           | 勝敗 | 時間    | 内容    | 対戦相手                       | 国籍       | 備考                                                         |
| ------------ | -------------- | ---- | ------- | ------- | ------------------------------ | ---------- | ------------------------------------------------------------ |
| 1            | 2022年9月3日   | ☆    | 1R 1:06 | TKO     | ナーヨレック・シットサイトーン | タイ       | プロデビュー戦                                               |
| 2            | 2022年12月11日 | ☆    | 2R 1:51 | KO      | クライデ・アザルコン           | フィリピン |                                                              |
| 3            | 2023年4月16日  | ☆    | 2R 2:12 | TKO     | バオラブット・サラブタン       | タイ       | WBCユース・世界ライトフライ級王座決定戦                      |
| 4            | 2023年6月11日  | △    | 2R 2:09 | 負傷    | ジェローム・バロロ             | フィリピン |                                                              |
| 5            | 2023年9月10日  | ☆    | 2R 1:53 | TKO     | シットヒサク・シムシー         | タイ       |                                                              |
| 6            | 2023年12月10日 | ☆    | 8R      | 判定3-0 | 野田賢史（金子）               | 日本       |                                                              |
| 7            | 2024年4月14日  | ☆    | 7R 2:51 | TKO     | キティデッチ・ヒルンサク       | タイ       | WBCユース防衛1                                               |
| 8            | 2024年12月14日 | ☆    | 9R 2:08 | TKO     | アーチェル・ビラモア           | フィリピン | WBOアジアパシフィックライトフライ級王座決定戦 WBCユース防衛2 |
| テンプレート |                |      |         |         |                                |            |                                                              |

## 獲得タイトル
- WBC世界ライトフライ級ユース王座（防衛2）
- WBOアジアパシフィックライトフライ級王座（防衛0）